# Sváteční rande
Sváteční rande (v anglickém originále Holidate) je americká filmová romantická komedie z roku 2020 režiséra Johna Whitesella, podle scénáře od Tiffany Paulsen. Hlavní role ztvárnili Emma Roberts, Luke Bracey, Jake Manley, Jessica Capshaw, Andrew Bachelor, Frances Fisher, Manish Dayal a Kristin Chenoweth. Film byl vydán na Netflixu dne 28. října 2020.

## Děj
Mladá žena Sloane žije v Chicagu a má až po krk výčitek rodiny, že si dosud nikoho nenašla. Její matka Elaine se jí neustále snaží někoho najít a jako odstrašující případ jí dává tetu Susan, která se dosud neusadila. V Illinois se zase Jackson, mladý australský profesionální golfista, dostává do svízelné situace, kdy dívka, se kterou je potřetí na rande, ho představuje rodičům jako svého nastávajícího. Sloane a Jackson se později seznámí v obchodním domě a dohodnou se, že se budou doprovázet na sváteční oslavy, jako sváteční rande, tedy rande určené jen pro daný den, bez vzájemné náklonnosti. Situace se ale postupem času začne komplikovat.

## Obsazení
| Emma Roberts      | Sloane Benson (český dabing: Terezie Taberyová) |
| Luke Bracey       | Jackson (český dabing: Filip Jančík)            |
| Jessica Capshaw   | Abby (český dabing: René Slováčková)            |
| Kristin Chenoweth | teta Susan (český dabing: Petra Hobzová)        |
| Frances Fisher    | Elaine (český dabing: Jarmila Švehlová)         |
| Cynthy Wu         | Liz (český dabing: Martina Šťastná)             |
| Manish Dayal      | Faarooq (český dabing: Filip Tomsa)             |
| Andrew Bachelor   | Neil (český dabing: Oldřich Hajlich)            |
| Jake Manley       | York (český dabing: Robert Hájek)               |
| Mikaela Hoover    | Annie (česká dabing: Jana Páleníčková)          |
| Nicola Peltz      | Felicity (český dabing: Jana Stryková)          |
| Aimee Carrero     | Carly (český dabing: Milada Vaňkátová)          |
| Julien Marlon     | Luc (český dabing: Ivo Novák)                   |
| Alex Moffat       | Peter (český dabing: Radovan Vaculík)           |
| Dan Lauria        | Wally (český dabing: Libor Terš)                |
| Carl McDowell     | Santa                                           |
| Meeghan Holaway   | Carlyina matka                                  |
| Carlos Lacamara   | Carlyin otec                                    |
| Savannah Reina    | Daisy                                           |
| Billy Slaughter   | Barry                                           |

## Vznik filmu
V březnu 2019 bylo oznámeno, že ve filmu režiséra Johna Whitesella a scenáristky Tiffany Paulsen bude hrát Emma Roberts, producentem bude společnost Wonderland Sound and Vision a Netflix se stane distributorem filmu. V květnu 2019 byli oznámeni další herci, a to Luke Bracey, Jake Manley, Jessica Capshaw, Andrew Bachelor, Frances Fisher, Manish Dayal a Kristin Chenoweth. V červnu se k již oznámeným hercům přidal Alex Moffat.
Hlavní natáčení započalo v květnu 2019 v Atlantě, ve státě Georgie. Hudbu k filmu složil skladatel Dan the Automator.

## Recenze
Čeští filmoví kritici film hodnotili povětšinou jako průměrný: 
- Lenka Vosyková, Červený koberec, 30. října 2020, [1]
- Monika Zavřelová, iDNES.cz, 6. listopadu 2020, [2]
- Lukáš Frank, Filmserver, 14. listopadu 2020, [3]
- Marek Čech, AV Mania, 28. listopadu 2020, [4]